# Морис Нгангтар
Морис Нгангтар (фр. Maurice Ngangtar; 1932, Французская Экваториальная Африка — 12 октября 2001) — чадский политический и государственный деятель, дипломат, Министр иностранных дел Чада (1963—1964).
Сменил на посту министра иностранных дел Чада Джибрин Хераллу.